# Шавлов (Калинковичский район)
Шавлов (бел. Шаўлоў) — деревня в Великоавтюковском сельсовете Калинковичского района Гомельской области Беларуси.
Кругом мелиоративные каналы.

## География

### Расположение
В 35 км на восток от Калинкович, 9 км от железнодорожного разъезда Лозки (на линии Гомель — Лунинец), 118 км от Гомеля.

## Транспортная сеть
Транспортные связи по просёлочной, затем автомобильной дороге Гомель — Лунинец. Планировка состоит из прямолинейной улицы, ориентированной с юго-запада на северо-восток и застроенной редко, деревянными крестьянскими усадьбами.

## История
Основана в начале XX века переселенцами из соседних деревень. В 1908 году хутор в Автюкевичской волости Речицкого уезда Минской губернии. В 1931 году жители вступили в колхоз. Во время Великой Отечественной войны в июне 1943 года оккупанты сожгли деревню и убили 2 жителей. 7 жителей погибли на фронте. Согласно переписи 1959 года в составе колхоза «Заря» (центр — деревня Хобное).

## Население

### Численность
- 2004 год — 2 хозяйства, 2 жителя.

### Динамика
- 1908 год — 9 дворов, 55 жителей.
- 1930 год — 20 дворов, 112 жителей.
- 1940 год — 30 дворов.
- 1959 год — 97 жителей (согласно переписи).
- 2004 год — 2 хозяйства, 2 жителя.